# Atlas III

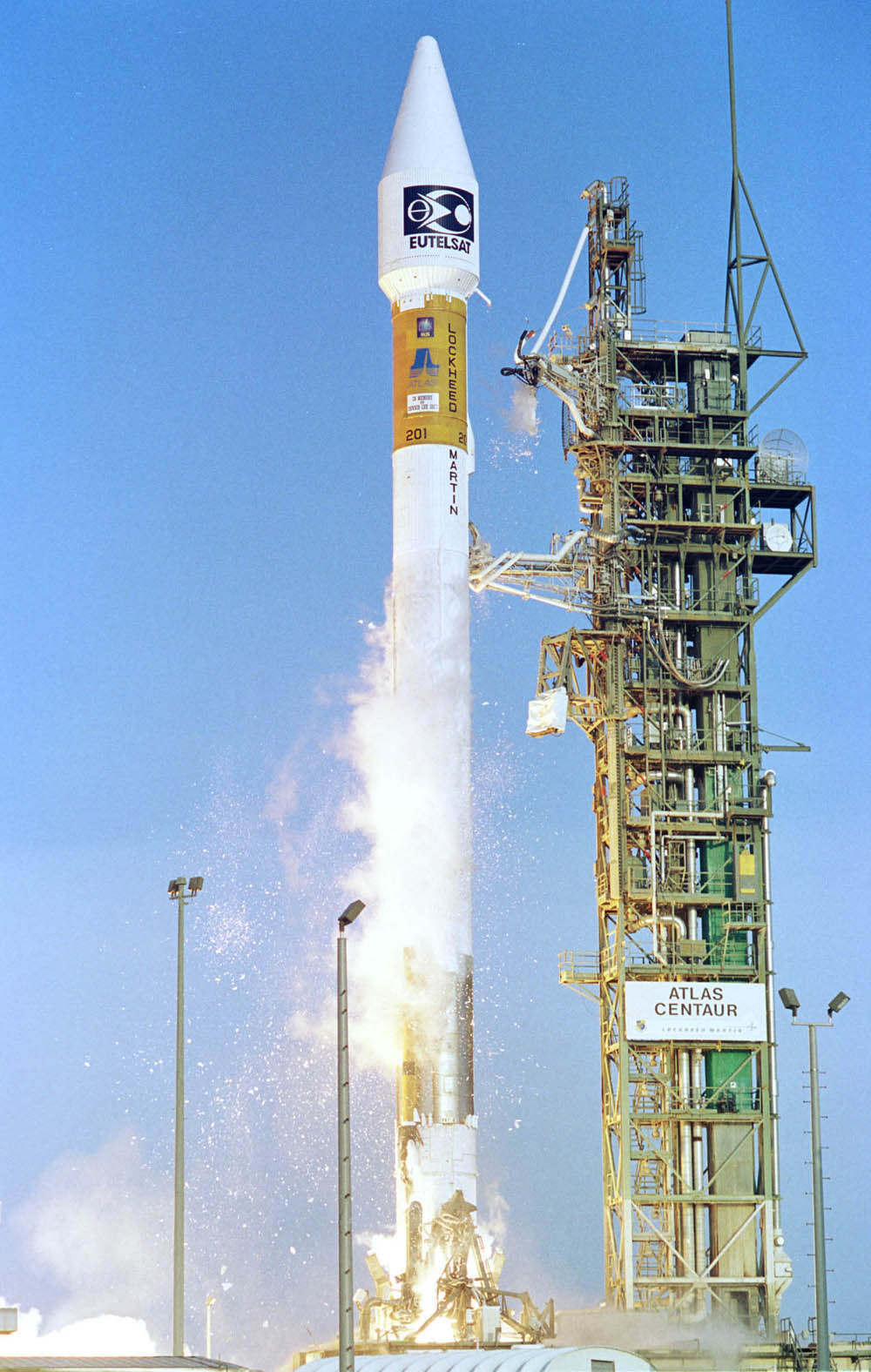
O primeiro voo de um Atlas III.

O Atlas III, foi um veículo de lançamento descartável de origem Norte americana. 
Originalmente projetado e construído pela Lockheed Martin em Bethesda, Maryland.
Ele fazia parte da família Atlas de foguetes e foi criado usando uma concepção diferente dos modelos anteriores. 
O Atlas III, foi  usado entre 2000 e 2005, colocando em órbita vários satélites. 